# Acantopsis multistigmatus
Acantopsis multistigmatus är en fiskart som beskrevs av Vishwanath och Laisram 2005. Acantopsis multistigmatus ingår i släktet Acantopsis och familjen nissögefiskar. IUCN kategoriserar arten globalt som nära hotad. Inga underarter finns listade i Catalogue of Life.